# Calton Hill

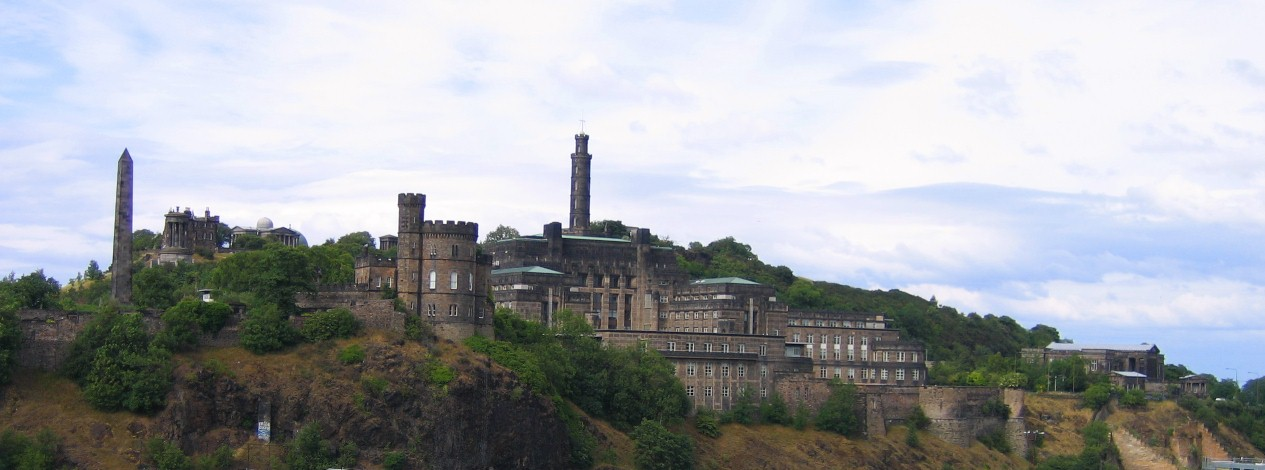
Calton Hill, Edimburgo

Calton Hill (Colina Calton) é uma colina situada no centro de Edimburgo, Escócia, Reino Unido. A elevação possui vários monumentos nacionais escoceses e britânicos, que podem ser observados da maior parte da Princes Street, como o Monumento Nacional da Escócia, Monumento de Dugald Stewart e o Monumento de Nelson.